# ヴァイオリンソナタ (マニャール)
ヴァイオリンソナタ ト長調 作品13（Sonata Pour Violon et Piano en sol majeur, Op.13）は、フランスの作曲家、アルベリク・マニャールが1901年に作曲したヴァイオリンとピアノのためのソナタ。マニャールの作品の中では、歌劇『ゲルクール』と並んで最も成功した作品と言われている。

## 概要
全4楽章で、第3楽章以外はどの楽章も演奏時間が10分を超え、全曲を通じての演奏時間は40分を超える大曲となっている。序奏つきの近代的なソナタ形式を取り、ピアノは交響的な書法によって作曲されており、演奏が困難であるとされている。
ウジェーヌ・イザイに献呈されており、初演も1902年にイザイによって行われた（なおその際のピアニストはラウール・プーニョ）。楽譜はパリのルアール＝ルロールが出版した。

## 楽章
- 第1楽章：Large - Animé 
序奏からはじまる近代的なソナタ形式をとる。ヴァイオリンが中心となった静謐な旋律のあと、情熱的な主部へと展開する[1]。序奏の旋律はコーダの前に再び登場する。約12分。
- 第2楽章：Calme 
2つの主題が交互に現れ、徐々に変容していく。その美しさは「フランス音楽の最上の境地を表すもの」とまで評される[2]。約13分。
- 第3楽章：Trés Vif 
短めの楽章で、リズミカルなスケルツォの形式を取る。約3分。
- 第4楽章：Large - Animé 
速度指定は第1楽章と同じ。哀愁を帯びた第1主題と、速いテンポで演奏される第2主題によるソナタ形式をとる。展開部では主題がフーガのように扱われており、ベートーヴェンの作風を想起させる[2]。約14分。

## 録音
- ハイマン・ブレス（Vn）、リヴィエ・アラン（Pf）（1960年代、Alpha）[3]
- オーギュスタン・デュメイ（Vn）、ジャン＝フィリップ・コラール（Pf）『マニャール&フランク/ヴァイオリン・ソナタ集』（1989年、EMI）